# 杜比獅子魚
杜比獅子鱼，为輻鰭魚綱鮋形目杜父魚亞目狮子鱼科的其中一種。分布於西北太平洋區的日本海海域，屬底棲性魚類，棲息在水深60公尺的水域，生活習性不明。